# ایر مدیترانه
ایر مدیترانه (به انگلیسی: Air Méditerranée) یک شرکت هواپیمایی با کد یاتا ML است که در تاریخ ۱۹۹۷ میلادی تأسیس شده است.
دفتر مرکزی ایر مدیترانه در فرانسه واقع شده‌است و قطب این شرکت هواپیمایی در فرودگاه شارل دوگل پاریس قرار دارد و به ۵۰ مقصد، پرواز مستقیم انجام می‌دهد.

## مقصدهای پروازی
- الجزایر
  - الجزیره – فرودگاه هواری بومدین
  - Chlef – فرودگاه بین‌المللی چلف
  - جیجل، الجزایر – فرودگاه جیجل فرهات عباس
  - وهران، الجزایر – فرودگاه اس سینیا وهران
- کرواسی
  - دوبروونیک – فرودگاه دوبروونیک
  - پولا – فرودگاه پولا
  - اسپلیت – فرودگاه اسپلیت
- فرانسه
  - بوردو – فرودگاه بوردو–مریگناک
  - برست – فرودگاه برست برتانی
  - کلرمون-فران – فرودگاه کلرمون فران اوورن
  - دوویل – فرودگاه دوویل سنت-گیشن
  - لیل (فرانسه) – فرودگاه لیل
  - لیون – فرودگاه لیون-سینت اگزوپری
  - مارسی – فرودگاه مارسی پروانس
  - مون‌پلیه – فرودگاه مونپلیه - مدیترانه
  - مولوز – فرودگاه بازل-مولوز-فرایبورگ اروپا
  - نانت – فرودگاه نانت آتلانتیک
  - پاریس
    - فرودگاه شارل دوگل پاریس قطب
    - فرودگاه اورلی

  - استراسبورگ – فرودگاه استراسبورگ
  - تولوز – فرودگاه تولوز-بلانیاک
- اتریش
  - وین – فرودگاه بین‌المللی وین
- یونان
  - آتن – فرودگاه بین‌المللی آتن
  - کورفو – فرودگاه بین‌المللی کورفو
  - هراکلیون – فرودگاه بین‌المللی هراکلین
  - پاتراس – فرودگاه آراکسوس
  - رودس – فرودگاه بین‌المللی رود
- جمهوری ایرلند
  - فرودگاه کرک
  - فرودگاه شنن
- اسرائیل
  - ایلات – فرودگاه اوودا
  - تل‌آویو – فرودگاه بین‌المللی بن گوریون
- ایتالیا
  - پالرمو – فرودگاه پالرمو
  - رم – فرودگاه لئوناردو دا وینچی-فیومیچینو
- کوزوو
  - پریشتینا - فرودگاه بین‌المللی پریشتینا
- لبنان
  - بیروت – فرودگاه بین‌المللی رفیق حریری بیروت
- مراکش
  - اگادیر – فرودگاه اگادیر المسیره
  - مراکش – فرودگاه مراکش-منارا
  - وجده – فرودگاه انگادس
  - طنجه – فرودگاه ابن بطوطه طنجه شهر مرکزی
- پرتغال
  - لیسبون - فرودگاه لیسبون پورتلا
  - پورتو - فرودگاه فرنسیسکو جسا کارنئیرو
- سنگال
  - داکار – فرودگاه بین‌المللی لئوپولد سدار سنگور
- اسپانیا
  - فوئرته‌ونتورا – فرودگاه فوئرته‌ونتورا
  - ایبیزا، اسپانیا – فرودگاه ایبیزا (اسپانیا)
  - مالاگا – فرودگاه مالاگا
  - پالما د مایورکا – فرودگاه پالما د مایورکا
  - تنریف – فرودگاه تنریف جنوبی
- تونس
  - جربه – فرودگاه بین‌المللی دیربا–زارزیس
  - المنستیر – فرودگاه بین‌المللی منستیر – حبیب بورقیبه
  - تونس – فرودگاه بین‌المللی تونس قرطاج
- ترکیه
  - بودروم – فرودگاه میلاس-بودروم
- بریتانیا
  - گلاسگو – فرودگاه بین‌المللی گلاسگو